# جون أوبراين (رسام)
جون أوبراين هو رسام كندي، ولد في 1831، وتوفي في 1891.